# Алгебричне розширення
Алгебричне розширення — розширення поля {\displaystyle \ L/K}, кожен елемент {\displaystyle \ \alpha } якого є алгебричним над {\displaystyle \ K}, тобто існує  многочлен {\displaystyle \ f(x)} з коефіцієнтами з {\displaystyle \ K} для якого {\displaystyle \ \alpha } є коренем.
Розширення, що не є алгебричними називаються трансцендентними.
Елемент такого розширення, що не є коренем деякого многочлена теж називається трансцендентним.

## Властивості
- Всі скінченні розширення алгебричні.

Для всіх трансцендентних елементів {\displaystyle \ \alpha ,} елементи {\displaystyle \ 1,\alpha ,\alpha ^{2},\alpha ^{3},\ldots } є лінійно незалежними. Отже при існуванні хоча б одного трансцендентного елементу, розширення не може бути скінченним.
- Для вежі полів {\displaystyle K\subseteq L\subseteq F}, розширення {\displaystyle F/K} — алгебричне, тоді й лише тоді коли {\displaystyle F/L} та {\displaystyle L/K} є алгебричними.

Справді, якщо α — який-небудь елемент F, то він за визначенням є коренем деякого многочлена f(x)  з коефіцієнтами a1…an з L. Оскільки всі ці ai алгебричні над K, то розширення K(a1,…an)  є скінченним над K, а оскільки α алгебричне над L=K(a1,…an) , то маємо з властивості скінченних розширень, що L(α)  скінченне над K, а елемент α алгебричний над K. Зворотне твердження очевидне.
- Якщо α і β алгебричні над K, то з попереднього випливає, що K(α,β)=K(α)(β) алгебричне над K, а значить, α+β,α-β,αβ,α/β теж алгебричні. Звідси випливає, що якщо K ⊆ L, то K* ⊆  L, — алгебричні елементи над К утворюють поле. Якщо L є алгебраїчно замкнутим, то і K* алгебрично замкнуте. Якщо узяти за K поле раціональних чисел {\displaystyle \mathbb {Q} }, а за L алгебрично замкнуте  поле комплексних чисел {\displaystyle \mathbb {C} }, то одержимо поле алгебраїчних чисел A.

- Якщо L/ K алгебричне розширення, то для будь-якого розширення F / K  (якщо F і L містяться в деякому полі) композит полів LF є алгебричним розширенням F). Це легко випливає з попереднього.

## Приклади
- Розширення {\displaystyle \mathbb {R} /\mathbb {Q} }, тобто поле дійсних чисел як розширення раціональних чисел є трансцендентним. Дійсно множина алгебричних чисел є зліченною, а потужність множини дійсних чисел — континуум.
- Розширення {\displaystyle \mathbb {C} /\mathbb {R} } є алгебричним розширенням.